# Sempervivum caucasicum
Sempervivum caucasicum är en fetbladsväxtart som beskrevs av Franz Josef Ivanovich Ruprecht och Pierre Edmond Boissier. Sempervivum caucasicum ingår i släktet taklökar, och familjen fetbladsväxter. Inga underarter finns listade i Catalogue of Life.

## Bildgalleri

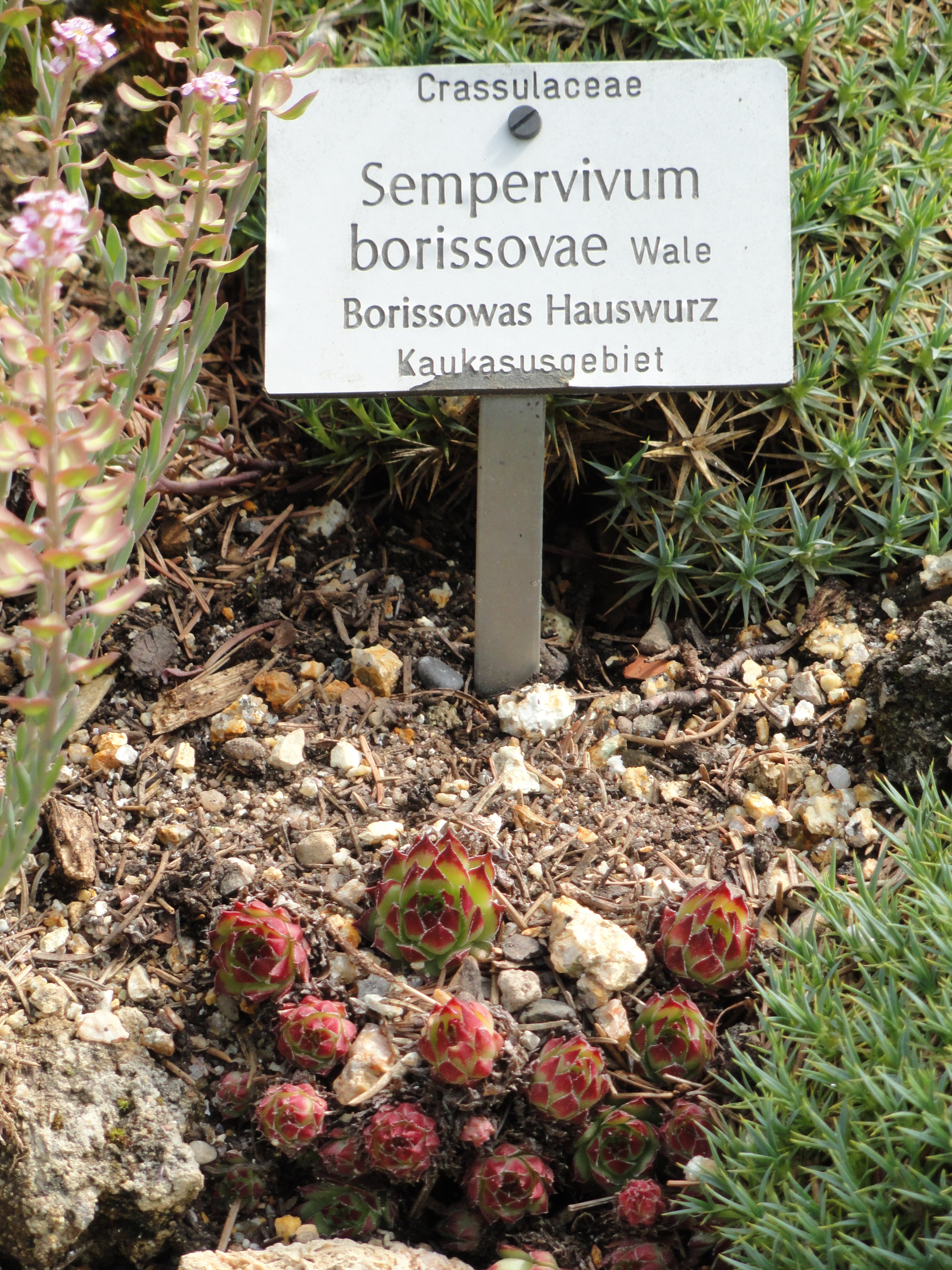
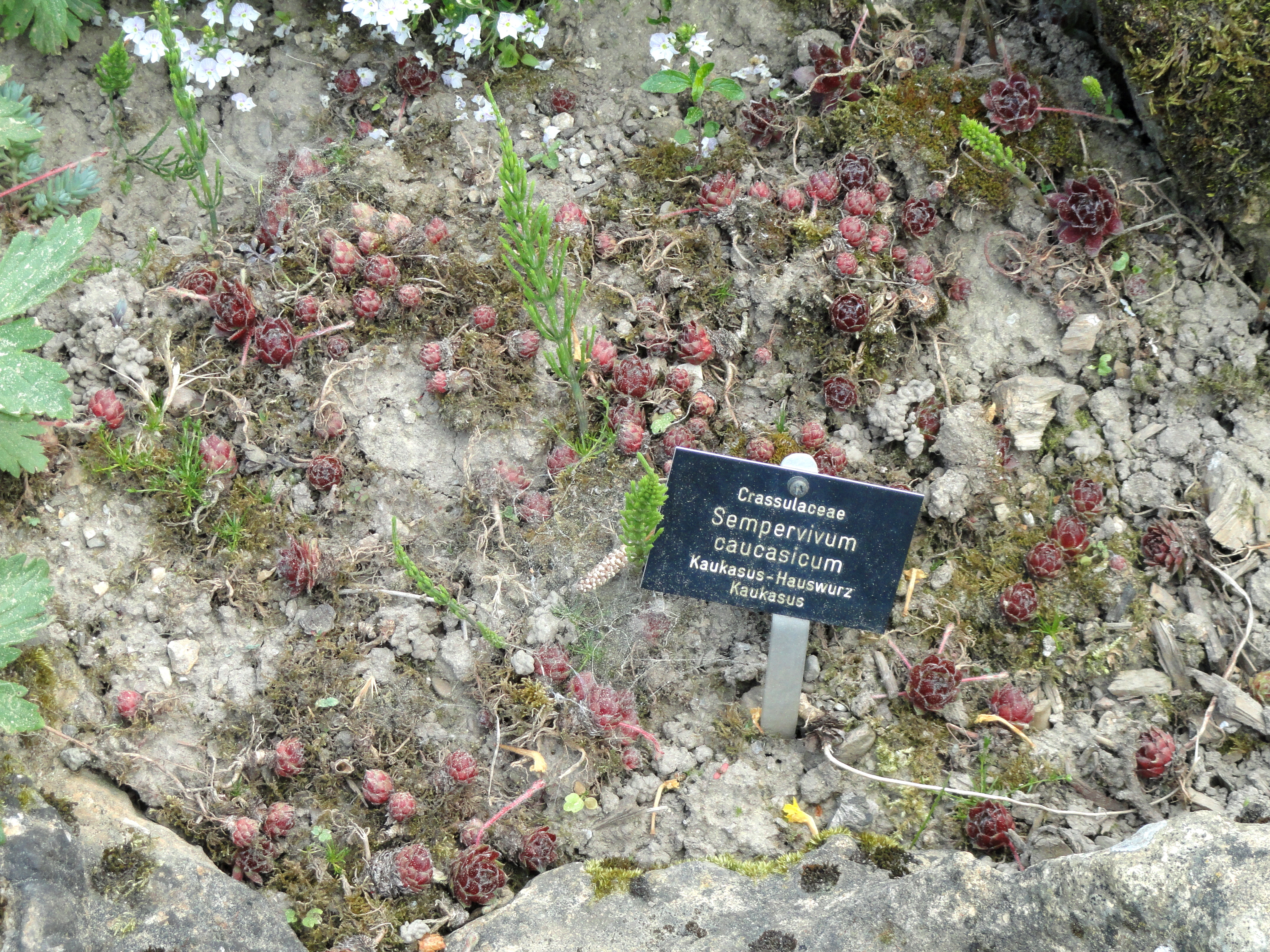